# Hillie Molenaar
Hiltje (Hillie) Molenaar (Sneek, 22 mei 1945) is een Nederlands documentairemaakster. Vanaf 2000 was ze ruim anderhalf jaar lid van de Tweede Kamer der Staten-Generaal namens de PvdA.
Molenaar woont sinds de jaren zestig in Amsterdam. Ze moest al op 15-jarige leeftijd van school om geld te verdienen en ontwikkelde zich van huishoudelijke hulp tot een gerenommeerde filmproducent en regisseur, die filmprijzen won. In 1966-1967 volgde ze een opleiding televisieproductie en -regie aan instituut Santbergen en in 1967 en 1968 aan de Nederlandse Film en Televisie Academie in Hilversum (niet voltooid). Ze maakte films in Nederland, Europa en vele Afrikaanse landen en nam zitting in diverse besturen en adviesraden in de filmwereld.
In 2000 kwam Molenaar tussentijds in de Tweede Kamer. Ze zette zich daar onder meer in voor ontwikkelingssamenwerking en media, en maakte zich onder meer sterk voor steun aan de filmindustrie en voor het belang van onafhankelijke media in ontwikkelingslanden. Ze behoorde in 2001 tot de minderheid van de gezamenlijke PvdA-fracties die tegen het wetsvoorstel stemde waarin aan de prins van Oranje toestemming werd verleend voor een huwelijk met Máxima Zorreguieta.
Als filmproducent maakte ze onder andere de documentaires "Abortus doe je niet zomaar" (1975), "The Factory" (1979) (over een sigarenfabriek in Cuba), "Isingiro Hospital" (1993) (over een ziekenhuis in Tanzania), "Crossroads" (1997) (over vluchtelingen in het grensgebied tussen Rwanda en Burundi) en "The Daily Nation" (2000) (over een succesvolle krant in Kenia). Ze ontving in 1993 een Gouden Kalf voor "Isingiro Hospital" en in 1997 een Gouden Beeld voor "Crossroads".